# Vincenza Labriola
Pour les articles homonymes, voir Labriola.
Vincenza Giuliana Labriola (née à Tarente le 16 février 1981) est une femme politique italienne, diplômée en sciences de la communication.

## Biographie
En 2012, Vincenza Labriola est élue lors des élections municipales de Tarente avec un seul vote de préférence. Lors des élections législatives de 2013, elle est élue à la Chambre des députés dans la circonscription des Pouilles, sur les listes du Mouvement 5 Étoiles. Cependant, quelques mois après le début de la XVIIe législature, elle quitte le M5S et rejoint le Groupe mixte, adhérant ensuite, à partir du 7 juillet 2014, à la composante Libertà e Diritti - Socialisti Europei (LED), formée par des dissidents de Sinistra Ecologia Libertà. Lorsque le LED rejoint le Parti démocrate le 17 novembre suivant, elle reste parmi les non-inscrits.
Le 16 juin 2017, elle adhère au groupe parlementaire de Forza Italia, suscitant des polémiques de la part de ceux qui lui reprochent son ancienne aversion pour Silvio Berlusconi. Labriola a justifié son passage à Forza Italia par son désir de donner un nouvel élan aux combats pour sa ville de Tarente, en collaboration avec Silvio Berlusconi et Renato Brunetta.
Lors des élections législatives de 2018, Vincenza Labriola est de nouveau candidate à la Chambre des députés en tant que tête de liste de Forza Italia dans la circonscription plurinominale Pouilles - 04 et est réélue. Elle est alors membre de la Commission de l'environnement et conseiller juridique du ministre des Affaires publiques (Renato Brunetta), chargée de la lutte contre la corruption.
Elle n'est pas candidate aux élections législatives de 2022 et quitte Forza Italia le 14 septembre de cette même année.